# Prałatura terytorialna Tefé
Prałatura terytorialna Tefé (łac. Praelatura Territorialis Tefensis, port. Prelazia de Tefé) – rzymskokatolicka prałatura terytorialna ze stolicą w Tefé w stanie Amazonas, w Brazylii. Prałatura jest sufraganią archidiecezji Manaus.
Według danych na rok 2004 w na terytorium prałatury posługiwało 12 zakonników i 21 sióstr zakonnych.

## Historia
23 maja 1910 papież Pius X erygował prefekturę apostolską Tefé. Dotychczas wierni z tych terenów należeli do diecezji amazońskiej (obecnie archidiecezja Manaus).
22 maja 1931 wydzielono prałaturę terytorialną Juruá (obecnie diecezja Cruzeiro do Sul).
11 sierpnia 1950 prefektura apostolska Tefé została podniesiona do rangi prałatury terytorialnej.

## Ordynariusze

### Prefekci Tefé
- Miguel Alfredo Barat CSSP[1] (1910–1946)
- Joaquim de Lange CSSP[2] (1946–1952)

### Prałaci Tefé
- Joaquim de Lange CSSP (1952–1982)
- Mário Clemente Neto CSSP[3] (1982–2000)
- Sérgio Eduardo Castriani CSSP[3] (2000–2012) następnie mianowany arcybiskupem Manaus
- Fernando Barbosa dos Santos (2014–2021) następnie mianowany biskupem Palmares
- José Altevir da Silva CSSp (od 2022)